# Венгловский, Владислав Романович
Владислав Романович Венгловский (1866 — 1915) — русский военный  деятель,  полковник. Герой Первой мировой войны, погиб в бою.

## Биография
В службу вступил в 1883 году после окончания Житомирской мужской классической гимназии. В 1891 году после окончания  Киевского военного училища по II разряду  произведён  в подпоручики и выпущен в Селенгинский 41-й пехотный полк.
В 1895 году произведён в поручики. В 1900 году после окончания Офицерской стрелковой школы произведён в штабс-капитаны — командовал ротой Селенгинского 41-го пехотного полка. С 1904 года участник Русско-японской войны, в 1905 году за боевые отличия был произведён в капитаны и награждён орденом Святого Станислава 3-й степени с мечами и бантом.

С 1914 года участник Первой мировой войны, подполковник — командир батальона. В 1915 году за боевые отличия произведён в полковники. Высочайшим приказом от 20 ноября 1915 года за храбрость награждён Георгиевским оружием: 
За то, что 6-го октября 1914 года командуя батальоном, переправился через реку Сан, с боя занял укреплённый фольварк Костков и твёрдо удерживаясь на нём, дал возможность другим частям переправится и укрепится на левом берегу р. Сана. В ночь с 21-го на 22-го октября отбил все попытки противника прорваться к переправе и отрезать наш левый фланг, причём захватил 250 пленных
4 сентября 1915 года погиб в бою у деревни Купчице, Высочайшим приказом от 28 февраля 1916 года  исключён из списков умершим от ран, полученных в бою с неприятелем.

## Награды
- Орден Святого Станислава 3-й степени с мечами и бантом (ВП 1905)
- Орден Святой Анны 3-й степени с мечами и бантом (ВП 21.03.1916[3])
- Орден Святого Станислава 2-й степени с мечами (ВП 1909; ВП 16.07.1916)
- Орден Святой Анны 2-й степени с мечами (ВП 1912; Мечи — ВП 1914)
- Орден Святого Владимира 4-й степени с мечами и бантом (ВП 02.03.1915)
- Георгиевское оружие (ВП 20.11.1915)